# 张斌桥
张斌桥是浙江省宁波市古桥名，原址位于今鄞州区彩虹北路和中山东路路口，原后塘河上，为条石拱桥。始建于北宋元丰五年（公元1082年），1914年扩建，1988年因市政建设被拆除。

## 得名传说
张斌桥得名来源于一个传说。据传，阴府有一个判官娶陈姓肉贩的女儿为妻，但由于陈姓肉贩卖肉短斤缺两，仍然使其患病。陈姓肉贩的儿子找到判官请求解救父亲，判官要求肉贩改邪归正，并买下河边张斌老人卖的草鞋并烧掉便可赎罪。肉贩的儿子照做之后，第二天，父亲的疾病痊愈。起初，儿子想要将一半家产赠与张斌，但是，善良的老人坚决不受。考虑到老人一直有造桥连通河两岸的愿望，肉贩的儿子便出资建造了一座桥连接河流两岸，起名为张斌桥。

## 桥梁形制
张斌桥为条石拱桥。1914年扩建时，采用鄞县东钱湖一带的梅园石修筑。桥长30米，高7米，跨度10米。桥面刻有莲花图案，栏杆柱头雕刻有石象、石狮和莲花，象征“祥事连连”。桥下建有一条纤道，使得旧时纤夫拉纤时不至于到桥上绕行。同时，纤道也常常作为临时码头，曾经接待大批日本僧人前往天童寺或阿育王寺。

## 张斌桥与鄞县史氏家族
北宋末年，史氏家族从江苏溧阳迁入明州，聚居在宁波（时名明州），其中，居住在张斌桥附近的史渐在参政知事任上辞职，在明州地方从事教育，形成鄞县史氏家族“一门三宰相，四世两封王，五尚书，七十二进士”的名门望族，一时传为佳话，称“张斌桥贤良巷史家”。乾隆帝曾赐“贤良方正”匾于张斌桥史家，至今存“贤良巷”地名。

## 变迁与现状
1914年，张斌桥重建，规模较先前有了较大的扩大。1988年，由于城市改造，张斌桥被拆除，其石料首先被放置于东钱湖平水堰，后又移至南宋石刻公园的荒山上。2014年，利用原有石料重建的张斌桥在鄞州区下应街道湾底村落成。

## 影响
张斌桥尽管已被拆除，但是由于其曾经扮演的重要角色，成为宁波一处知名度颇高的地名。彩虹北路由于张斌桥形似彩虹而得名。鄞州区张斌社区和附近众多商铺和设施也以张斌桥命名。